# Sharon Doorson
Sharon Doorson (Utrecht, 24 de abril de 1987), también conocida como  Miss Cherry , es una cantante neerlandesa.
En sus comienzos Doorson estuvo en un grupo llamado Raffish, junto a Esri Dijkst, Eva Simons, James Green y Nora Dala en el programa  ‘’Popstars: los rivales’’ en los Países Bajos. Después de la ruptura de este grupo empezó su carrera en solitario.
. Ella lanzó su álbum debut 'killer' en 2013 que alcanzó el top 20 y con 3 singles Top 30 lanzado hasta ahora en Países Bajos. También compitió en La voz de Holanda en donde fue eliminada en la semana número 6 (semifinales).
Sus Singles más Reconocidos Son Fail In Love que tuvo una repercusión cuando en algunas páginas de Europa se compartía el enlace como la nueva canción de Rihanna en el 2013. Después le siguen High on Your Love, Killer, Run Run (2013) y Su último single Louder(2014)

## Carrera

### 2004-2006: Popstars 'Los rivales' & Menilmontant
Doorson fue una de las cinco chicas elegidas en Popstars: los rivales para ser parte de Raffish. Con la canción  toys  Raffish obtuvo un éxito número uno en su país. Un mes más tarde, su álbum debut, Menilmontant Rafffish Are You. Estuvo el top20 de los países bajos. Después de muchas actuaciones en 2005 entraron otra vez en el estudio para realizar un segundo álbum. Sin embargo, el grupo de chicas no realizó segundo álbum y después de una pausa de unos pocos meses dieron a conocer la separación del grupo en febrero de 2006.

### 2006-2011: MC Sharon D, Miss Cherry, 20 4 7
Después de dejar Raffish doorson decidió volver a la escuela a estudiar canto en el Conservatorio de Róterdam. Durante sus estudios,  ella cantó en Npac Utrecht y allí se puso en contacto con Housescene. DeMaria en donde cantó como  MC Sharon D  desde entonces con distintos DJs. Después Doorson decidió tomar el nombre artístico de Miss Cherry. En mayo de 2008 adquirió su primera placa con Eatmusic.
Su carrera en solitario como Miss Cherry fue invitada a ser miembro con Li-Ann |James Green y Stacey Seedorf de la Estancia-20 4. En Donde sharon rápidamente decidió intervenir en el proyecto cuando se hizo evidente que los votos de sólo el primer sencillo dieron verde por la placa discográfica.

### 2011-2012: la voz de Holanda
Doorson estuvo durante la segunda temporada de  ‘’la voz de Holanda’’ Llegando hasta la semifinal de la voz. En donde creó covers, que llegaron a las listas de iTunes, como La canción ‘’Ain't no other man’’que se ganó el lugar número 100 en la lista General de Itunes. En las listas de pop de Itunes la canción alcanzó el número 49. La canción ‘’We found love’’ alcanzaría el lugar 86 en la lista General de Itunes. Y Finalizando con la canción 'Crazy in love'  que Llega al número 61 en las listas de Itunes pop en Holanda.

### 2012-presente: Killer
El sencillo llegó en septiembre de 2012  ‘’Fail in Love’’ En el Dutch Top 40, el lugar número 14 y en Suiza el lugar 75. En General el lugar 7 en Holanda logra lista Doorson iTunes. En Lituania alcanza el lugar número el 70. También es el número en la lista de iTunes danza de Bélgica (núm. 82), Luxemburgo (N.º 31), Holanda (2), Noruega (núm. 102), Francia (no. 23) y Portugal (N.º 20). También hay remixes de las canciones. Esto se refiere específicamente a la mezcla extendida que Itunes danza logra en Alemania (núm. 119) y España (N.º 73). La mezcla original extendida está en las listas de baile de Austria (N.º 31), Finlandia (n.º 14), Alemania (N.º 26), Italia (N.º 38), Holanda (n.º 85), Portugal (N.º 20) y Suiza (n ° 34). La Radio Mix alcanza la tabla General Itunes de Austria (núm. 119) y Suiza (N.º 30). Este remix logra las danza-listas de Itunes de Austria (n. 24), Alemania (N.º 31), Italia (N.º 63), España (n.º 40) y Suiza (N.º 7). Sharon recibió un disco de oro el 5 de abril de 2013

## Álbumes De Estudio
| Año  | Álbum  | Discográfica  | NL | CH | FR | BE |
| ---- | ------ | ------------- | -- | -- | -- | -- |
| 2013 | Killer | Cloud 9 Dance | 20 | -  | -  | -  |

## Singles
| Año  | Sencillo                 | NL | CH | FR  | BE (Vl) | Álbum              |
| ---- | ------------------------ | -- | -- | --- | ------- | ------------------ |
| 2012 | "Fail In Love"           | 14 | 75 | -   | -       | Killer             |
| 2013 | "High On Your Love"      | 12 | -  | 144 | -       | Killer             |
| 2013 | "Koningslied"            | 2  | -  | -   | 41      | sencillo sin álbum |
| 2013 | "Killer"                 | 25 | -  | -   | -       | Killer             |
| 2013 | "Can't Live Without You" | 44 | -  | -   | -       | Killer             |
| 2013 | "Run Run"                | 31 | -  | -   | -       | Killer             |
| 2014 | "Louder"                 | 53 | -  | -   | -       | TBA                |